# Minori fără însoțitori
Minori fără însoțitori este un film de Crăciun american din 2006 regizat de Paul Feig. În rolurile principale joacă actorii  Lewis Black, Wilmer Valderrama și Tyler James Williams. Este produs de studiourile Village Roadshow Pictures și Donners' Company și distribuit de Warner Bros. Pictures. A avut premiera la 8 decembrie 2006. Filmul este bazat pe o întâmplare adevărată de Susan Burton prima oară spusă în emisiunea de radio This American Life sub denumirea "In the Event of an Emergency, Put Your Sister in an Upright Position".

## Prezentare
Viscolul din Ajunul Crăciunului paralizează complet un aeroport din Chicago, ceea ce face ca mii de persoane să nu se mai întâlnească la timp cu rudele lor. Printre acestea sunt și mulți copii care călătoresc singuri, de obicei pentru că părinții lor sunt divorțați și ei sunt pe drum între două case. Personalul aeroportului este responsabil cu supravegherea acestor tineri neînsoțiți și trebuie să-i conducă la un hotel din apropiere. Cu toate acestea, în haosul creat, cinci dintre copii scapă și fac ravagii prin terminal spre disperarea  conducerii și a paznicilor aeroportului.

## Distribuție
- Dyllan Christopher ca Spencer Davenport
- Lewis Black ca Oliver Porter
- Gina Mantegna ca Grace Conrad
- Tyler James Williams ca  Charles "Charlie" Goldfinch
- Quinn Shephard ca Donna Malone
- Wilmer Valderrama ca Zach Van Bourke
- Brett Kelly ca Timothy "Beef" Wellington
- Dominique Saldaña ca Katherine Davenport
- Paget Brewster ca Valerie Davenport
- Rob Corddry ca Samuel "Sam" Davenport
- Wayne Federman - Airport Attendant
- Mario Lopez - Part-Time Substitute minors watcher
- Jessica Walter - Cindi
- Rob Riggle - Head Guard Hoffman
- David Koechner ca Ernie
- Tony Hale ca Alan Davies
- Cedric Yarbrough ca Melvin "Mel" Goldfinch
- Kristen Wiig - Carole Malone
- Al Roker în rolul său
- roluri cameo: Kevin McDonald, Bruce McCulloch și Mark McKinney ca omul lui Mr. Porter (The Kids in the Hall)